# Pseudeurotium ovale
Pseudeurotium ovale är en svampart. Pseudeurotium ovale ingår i släktet Pseudeurotium och familjen Pseudeurotiaceae.  Arten är reproducerande i Sverige.

## Underarter
Arten delas in i följande underarter:
- milkoi
- ovale